# Закон о поиске экстремистских материалов
Закон о штрафах за поиск экстремистских материалов — федеральный закон Российской Федерации № 281-ФЗ «О внесении изменений в Кодекс Российской Федерации об административных правонарушениях и Федеральный закон „О внесении изменений в Кодекс Российской Федерации об административных правонарушениях“», принятый Государственной думой 22 июля 2025 года и подписанный президентом России Владимиром Путиным 31 июля 2025 года. Закон вносит поправки в Кодекс Российской Федерации об административных правонарушениях (КоАП), вводя административную ответственность за умышленный поиск в интернете материалов, включённых в федеральный список экстремистских материалов. Законопроект также ввёл штрафы за рекламу VPN-сервисов и признал использование VPN отягчающим обстоятельством при совершении преступления.

## История законопроекта
Законопроект был внесён в Государственную думу в октябре 2024 года. Авторами инициативы выступили депутаты от «Единой России» Василий Пискарёв, Евгений Москвичёв, Александр Хинштейн, Рахим Азимов, Эрнест Валеев, Анатолий Выборный, а также Александр Терентьев от «Справедливая Россия — За правду».
В первом чтении законопроект был принят в январе 2025 года, во втором — 17 июля 2025 года. Именно ко второму чтению была добавлена поправка о введении штрафа за поиск экстремистских материалов.
22 июля 2025 года закон был принят в третьем, окончательном чтении. За принятие проголосовали 306 депутатов, против — 67, воздержались — 22. 25 июля закон был одобрен Советом Федерации, а 31 июля его подписал Путин.

## Содержание закона

### Штрафы за поиск экстремистских материалов
Закон дополняет КоАП новой статьёй 13.53 «Поиск заведомо экстремистских материалов и получение доступа к ним, в том числе с использованием программно-аппаратных средств доступа к информационным ресурсам, информационно-телекоммуникационным сетям, доступ к которым ограничен».
Согласно этой статье для граждан предусмотрен административный штраф в размере от 3000 до 5000 рублей за «Умышленное осуществление поиска» в интернете «заведомо экстремистских материалов […] и получение доступа к ним». К экстремистским материалам закон относит материалы, включённые в федеральный список экстремистских материалов Минюста, а также соответствующие формулировкам пункта 3 статьи 1 закона «О противодействии экстремистской деятельности» (114-ФЗ от 25.07.2002).
Поправки были приняты ко второму чтению законопроекта о штрафах за правонарушения в сфере транспортно-экспедиционной деятельности.

### Другие положения закона
Законопроект также ввёл ряд других положений:
- Реклама VPN: введён штраф до 500 000 рублей за рекламу VPN-сервисов[8].
- Использование VPN как отягчающее обстоятельство: использование VPN-сервисов было признано отягчающим обстоятельством при совершении преступления. При этом, по словам зампреда комитета Госдумы по информполитике Антона Горелкина, само по себе использование VPN правонарушением не является[8].
- Борьба с мошенничеством: введены штрафы за незаконное использование сим-боксов, виртуальных телефонных станций и SIM-карт[9].

### Дополнительные штрафы и новые статьи КоАП
Реклама VPN: в статью 14.3 КоАП внесены изменения: за распространение рекламы VPN-сервисов установлен штраф:
- для граждан — от 50 до 80 тыс. рублей,
- для должностных лиц — от 80 до 150 тыс. рублей,
- для юридических лиц — от 200 до 500 тыс. рублей[13].

Ответственность владельцев VPN-сервисов: введена новая статья 13.52 КоАП — нарушение порядка использования на территории РФ программно-аппаратных средств доступа к ограниченным ресурсам. Введены штрафы:
- от 50 до 80 тыс. рублей для граждан,
- от 80 до 150 тыс. рублей для должностных лиц,
- от 200 до 500 тыс. рублей для юридических лиц.

Повторное нарушение влечёт штраф:
- от 100 до 200 тыс. рублей для граждан,
- от 200 до 300 тыс. рублей для должностных лиц,
- от 800 тыс. до 1 млн рублей для юридических лиц[13].

Передача абонентского номера: вводится административная ответственность за незаконную передачу другому лицу абонентского номера:
- от 30 до 50 тыс. рублей для граждан.

Также предусмотрен штраф за передачу данных для входа в личные аккаунты:
- от 30 до 50 тыс. рублей для граждан,
- от 50 до 100 тыс. — для индивидуальных предпринимателей,
- от 100 до 200 тыс. — для юридических лиц[13].

Непропуск автомобилей со спецсигналами: уточнены штрафы за непропуск транспортных средств с проблесковыми маячками:
- штраф от 7 до 10 тыс. рублей или лишение водительских прав на срок от 6 месяцев до 1 года[13].

## Реакция

### Позиция властей и разъяснения
Перед принятием закона в Госдуме выступил глава Минцифры Максут Шадаев. Он заявил, что рядовые пользователи не пострадают, так как для привлечения к ответственности необходимо доказать умысел и то, что пользователь заведомо знал о нахождении материала в реестре экстремистских. Шадаев подчеркнул, что доступ к социальным сетям, даже если они признаны экстремистскими организациями, не подпадает под действие закона; речь идёт только о доступе к конкретным материалам из реестра Минюста, которых, по его словам, насчитывается около 5500.
Министр также отметил, что поисковые системы не обязаны передавать запросы пользователей правоохранительным органам, это происходит только в рамках уголовных дел. Обосновывая необходимость закона, Шадаев заявил, что Россия «находится на войне» в информационном пространстве, а западные платформы системно отказываются удалять экстремистский контент по требованию Роскомнадзора.

### Критика
Законопроект вызвал критику со стороны оппозиционных фракций и общественных деятелей.
- Парламентская оппозиция: против законопроекта выступили фракции «Новые люди» и КПРФ[4], воздержалась «Справедливая Россия — За правду».
  - Представитель КПРФ заявил, что закон нарушает Конституцию и мешает тем, кто профессионально борется с экстремизмом. Депутат от КПРФ Артём Прокофьев указал, что ответственность вводится не за пропаганду, а за сам факт ознакомления с информацией[9].
  - Во фракции «Новые люди» отметили, что закон создаёт риски для журналистов, юристов и IT-специалистов, работающих с такими материалами по долгу службы. Вице-спикер Госдумы Владислав Даванков указал на абсурдность требования выучить список из 5000 материалов, чтобы случайно не нарушить закон[4][9].

- Общественные деятели:
  - Глава «Лиги безопасного интернета» Екатерина Мизулина раскритиковала инициативу, заявив, что она помешает работе её организации, которая не сможет передавать в МВД данные об экстремистских сообществах. По её словам, даже депутаты не смогут проверить ссылки из обращений граждан, не нарушив закон[4][8]. Впоследствии Мизулина заявила, что в связи с принятием закона «Лига безопасного интернета» прекратит прием жалоб на экстремистский контент в интернете: «Приём обращений об экстремистской деятельности, терроризме, угрозах нападений на школы будет закрыт»[14].
  - С критикой законопроекта выступила главный редактор телеканала RT и медиагруппы «Россия сегодня» Маргарита Симоньян. «А как нам впредь расследовать деятельность и клеймить позором разных там экстремистских ФБК, если нам будет запрещено их даже читать?» — написала она в своём канале в Telegram[15].

### Протестные акции
Утром 22 июля у здания Госдумы прошла серия одиночных пикетов против принятия закона. Несколько участников были задержаны. Среди задержанных были экс-глава предвыборного штаба Бориса Надеждина Дмитрий Кисиев, а также корреспонденты изданий «Коммерсантъ» (Божена Иванова) и RusNews (Юлия Петрова и Константин Жаров). На Кисиева был составлен протокол по статье 20.2 КоАП (нарушение порядка проведения публичного мероприятия).
21 июля Кисиев с Надеждиным пыталась согласовать пикетирование, но получили отказ от мэрии Москвы, которая сослалась на действующие коронавирусные ограничения.